# هانس گریگر
هانس گریگر (انگلیسی: Hans Grieger; ۱۷ سپتامبر ۱۹۴۱ – 1998) بازیکن فوتبال اهل آلمان بود.
از باشگاه‌هایی که در آن بازی کرده‌است می‌توان به باشگاه فوتبال بوخوم اشاره کرد.
وی همچنین در تیم ملی فوتبال زیر ۲۳ سال آلمان بازی کرده‌است.